# Mosquió (escultor)
Mosquió (en llatí Moschion, en grec antic Μοσχίων), fill d'Adames, fou un escultor atenenc. Juntament amb els seus dos germans Dionisídor (Dionisidorus) i Ladames, va fer una estàtua dedicada a Isis a l'illa de Delos. Els noms dels tres artistes consten en una inscripció d'aquesta estàtua, que es troba actualment a Venècia.